# 苏勒维亚
苏勒维亚（拉丁語：Suleviae）凯尔特宗教和神话中的一组女性神祇。长期于高卢、不列颠等地区得到广泛崇拜与供奉。其事迹反映于相关铭文等文物中，具有重要地影响与积极意义。